# アマラル
アマラル（Amaral）はスペイン、サラゴサで結成された音楽グループ。楽曲の基本はポップ・ロックだが、スペイン伝統のフォークソングの世界とラテンリズム、ファド、シンセサイザーが融合する。詩情豊かな歌詞は評価が高く、彼らの魅力のひとつである。地元スペインを始め、南ヨーロッパ（イタリア等）や中南米諸国を中心に、作品は大きな評判を勝ち取っている。

## メンバー
- エバ・アマラル (Eva Amaral 1973年8月4日 - ) ：ボーカルを担当。アギーレと出会う前は、地元のバンドでドラムスを担当していた。搾り出すかのような迫力と、抑揚に富んだアルト声域の歌声が特徴。曲によってはハーモニカも演奏する。
- フアン・アギーレ (Juan Aguirre 1970年2月11日 - ) ：ギターを担当。リズミカルかつ、キレのある演奏が特徴。

## 経歴
- プレミオス・デ・ラ・ムシカ
  - 2003年 新人作家、新人アーティスト、最優秀歌曲、最優秀ポップ歌曲、最優秀ポップ・アルバム 受賞。
  - 2006年 最優秀歌曲、最優秀ポップ・アルバム、最優秀ビデオ 受賞。
- オンダス賞
  - 2002年 最優秀歌曲 受賞。
  - 2005年 最優秀アルバム 受賞。

## ディスコグラフィ
これまで、スタジオ・アルバムは5作リリースされた。日付はスペイン本国でのもの。
- 1998年5月5日 Amaral
- 2000年3月17日 Una pequeña parte del mundo （世界の小部分)
- 2002年2月4日 Estrella de mar （海星）
  - スペインでのチャート第1位の曲を5曲収録。
- 2005年3月14日 Pájaros en la cabeza　（頭の中に鳥 - 意訳すると「うわの空」) 
  - スペインでのチャート第1位の曲を4曲収録。アルバム冒頭の曲、"El universo sobre mí" (英訳ではThe Universe Over Me：私を覆う宇宙) は2006年、国営テレビ局・テレビション・エスパニョーラ（tve）の開局50周年キャンペーンでも使用された。
- 2008年11月27日　Gato negro, Dragón rojo　（黒猫、赤竜）
  - 19曲 (CD2枚組・9+10曲) を収録したダブル・アルバム。この中の曲、Doce palabras (12の言葉) ではR.E.M.のピーター・バックがゲスト参加。

この他に、シングルが28作品、DVDが1作品リリースされている。